# Германско-уругвайские отношения
Германско-уругвайские отношения — двусторонние дипломатические отношения между Германией и Уругваем. Государства являются членами Организации Объединённых Наций.

## История

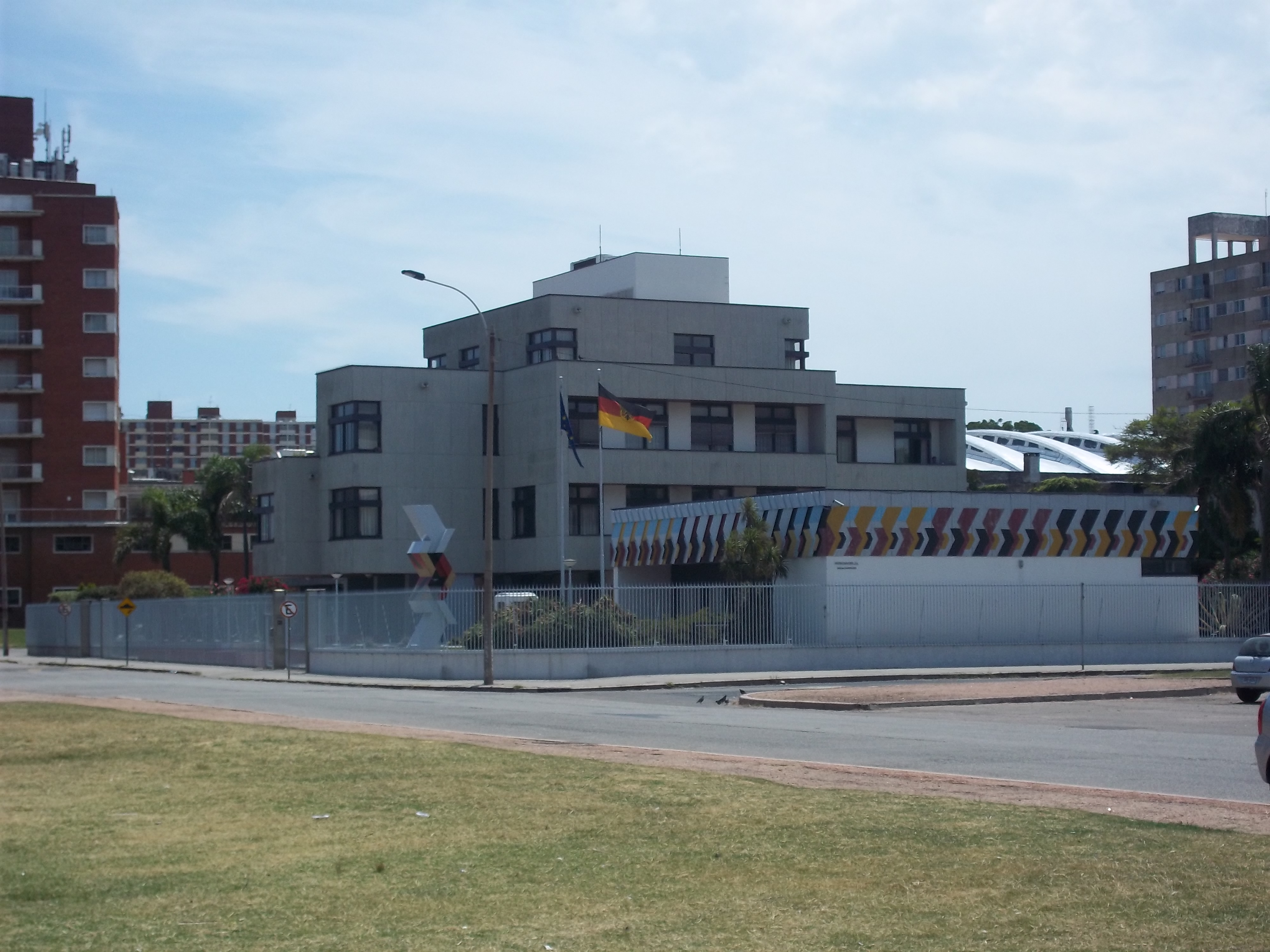
Посольство Германии в Монтевидео.

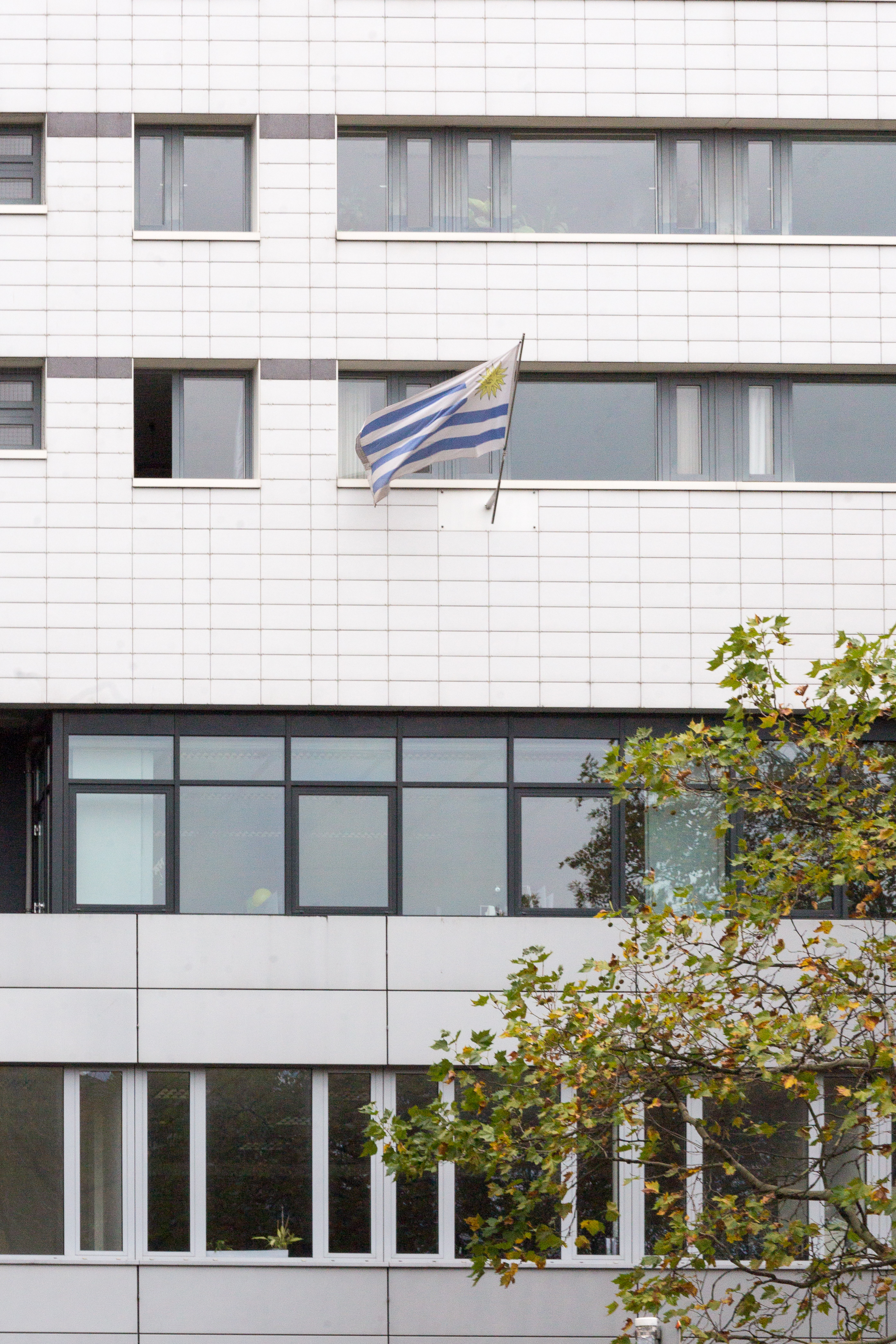
Посольство Уругвая в Берлине.

Начиная с 1850-х годов немецкие иммигранты внесли важный вклад в развитие Уругвая. Уругвай предлагал убежище немецким евреям с 1935 года. Общины меннонитов эмигрировали из Германии в Уругвай после окончания Второй мировой войны, начиная с 1948 года.
Во время Первой мировой войны Уругвай выступил против политики Германии и разорвал дипломатические отношения.
13 декабря 1939 года у берегов Уругвая произошла битва у Ла-Платы, в ходе которого британские войска потопили германский тяжелый крейсер Admiral Graf Spee. Большая часть выжившего экипажа Admiral Graf Spee из 1150 человек была интернирована в Уругвае и Аргентине, и многие остались там жить после окончания войны. Сотрудник посольства Германии в Уругвае сообщил, что его правительство направило официальное письмо, в котором изложила свою позицию о праве собственности на судно. Заявление Германии было бы недействительным, поскольку в начале 1940 года правительство Нацистской Германии продало права на спасение судна уругвайскому бизнесмену, действовавшему от имени британского правительства. Однако, срок действия любых прав на утилизацию исчислялся в соответствии с законодательством Уругвая.
К 1940 году Германия пригрозила разорвать дипломатические отношения с Уругваем. Нацистская Германия протестовала против того, что Уругвай предоставил безопасную гавань MV Carnarvon Castle после того, как его атаковал германский корабль. Британское судно было отремонтировано с использованием стальных листов, которые, как сообщается, были сняты с Admiral Graf Spee.
25 января 1942 года Уругвай разорвал дипломатические отношения с нацистской Германией.
После окончания Второй мировой войны Уругвай установил дипломатические отношения как с Федеративной Республикой Германия, так и с Германской Демократической Республикой.
В октябре 2011 года президент Уругвая Хосе Мухика посетил Германию с официальным визитом.

## Культурное сотрудничество
В Уругвае функционирует Институт имени Гёте. Немецкая школа Монтевидео открылась в 1857 году и стала первой немецкой школой, открывшаяся в Южной Америке. Совместный вступительный экзамен в университеты Уругвая и Германии даёт право поступающим в университеты обеих стран. Немецкоязычная школа находится в ведении меннонитов. Соглашение о культурном сотрудничестве было подписано 8 мая 1989 года.

## Торговля
Экспорт в Германию из Уругвая составил сумму 205 миллионов евро, а импорт Уругвая из Германии составил сумму 133 миллиона евро в 2009 году. Германия является основным торговым партнером Уругвая в Европейском союзе. Германия занимает пятое место среди стран-экспортеров в Уругвай после Бразилии, США, Аргентины и Мексики. Германия занимает седьмое место в списке стран-импортеров уругвайской продукции после Бразилии, Аргентины, США, Китая, Венесуэлы и России. Уругвай занимает 84-е место среди стран по импорту продукции в Германию и 108-е место среди покупателей германского экспорта.

## Политическое сотрудничество
Фонд имени Фридриха Эберта и Фонд имени Конрада Аденауэра имеют представительства в Монтевидео. Кроме того, функционируют: Фонд Фридриха Наумана, Фонд Генриха Бёлля и Фонд Розы Люксембург.

## Дипломатические представительства
У Германии есть посольство в Монтевидео. Уругвай имеет посольство в Берлине, генеральное консульство в Гамбурге и 6 почётных консульств (в Бремене, Дюссельдорфе, Франкфурте-на-Майне, Мюнхене, Потсдаме и Штутгарте).